# Infiniti G35
O G35, pertencente à Série G, é um veículo produzido pela divisão de luxo da Nissan, a Infiniti, entre 1990 e 2013, tendo sido interrompida por um ano, 1997. Foi vendido em diversas carrocerias (sedã, coupé e conversível), com motores de 4 e 6 cilindros, cujas denominações faziam parte do nome (Exemplo: Infiniti G35 = motor 3.5L). Sua denominação inicial era G20 e seu último modelo foi chamado de G37. Em 2013 foi anunciado o encerramento de sua produção, tendo como sucessor o Infiniti Q50, a ser vendido no Brasil.